# 분홍

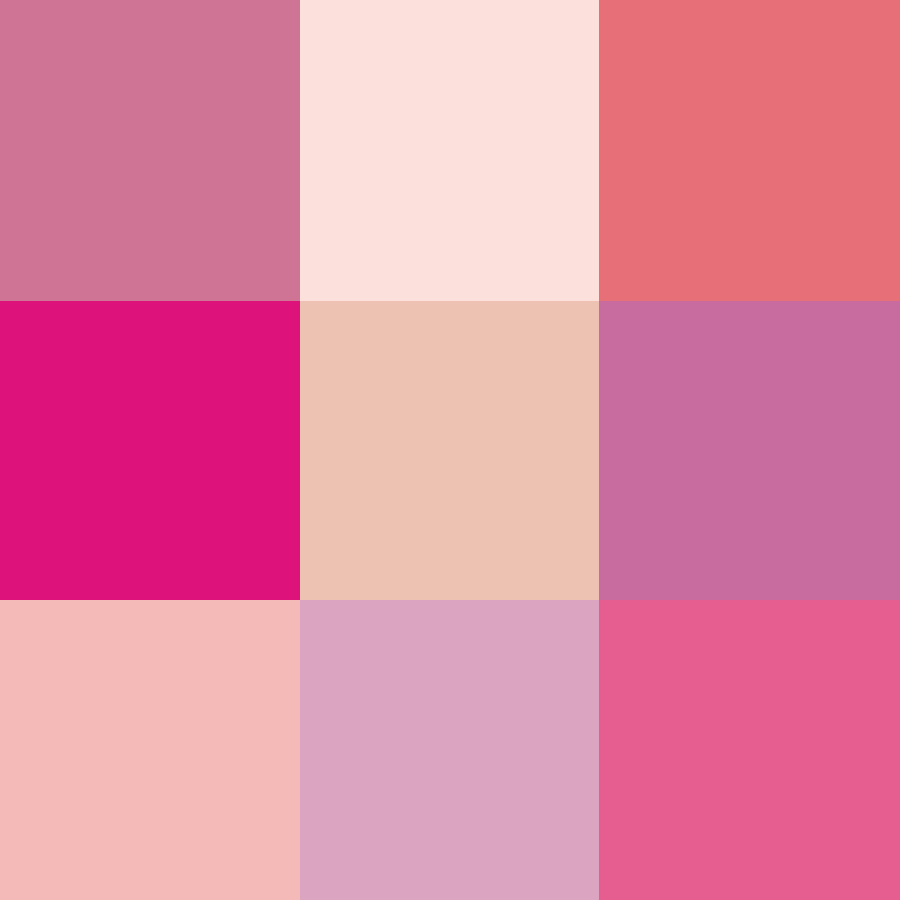

분홍(粉紅) 또는 핑크(영어: pink)는 빨강을 기초로 하여 엷고 부드러운 적색 계통의 색채명으로, 특히 여자 아이들이 좋아한다. 동명의 꽃(핑크)에서 이름을 가져온 엷은 빨간 색이다. 17세기 말에 핑크라는 색 이름으로 처음 사용되었다.

## 문화

### 교통 수단
- 수도권 전철 8호선의 고유색이다.
- 일본에서는 도영 지하철 아사쿠사 선에 분홍색을 사용하므로, 큐슈 신칸센의 열차 등급인 사쿠라호로 사용한다(딥 핑크).
- 안동시의 시내버스의 신도색이다.

### 정치
- 대한민국의 정당인 미래통합당의 상징색은 분홍이었다.[4]

### 미디어
- Mnet의 서바이벌 오디션 프로그램 'PRODUCE 101'(시즌 1) 및 'PRODUCE 48'(시즌 3)의 고유색이므로, 여성 아이돌 그룹 선발시에, '딥 핑크'로 통용한다.

### 성별
- 여자 아이들의 옷에 분홍색이 주로 사용되나, 그것은 1940년대 이후부터 시작된 경향이다. 실제로 1927년 타임지에서 미국의 주요 백화점에서 아이의 성별에 따라 어떤 색깔 옷을 권장하는지를 정리한 표를 보면 보스턴과 뉴욕, 클리블랜드, 시카고 등 많은 곳에서 남자 아이들에게 권하는 옷은 분홍색이었다.

### 스포츠
- 대한민국 프로 배구 인천 흥국생명 핑크스파이더스의 유니폼 색상이다.
- 과거 이탈리아 축구 세리에 A 유벤투스의 원정 유니폼의 색이며 현재는 파란색으로 바뀌었다.

### 신용카드
- 현대카드에서 발급되는 the Pink(더 핑크카드)가 있다.

### 아이돌 풍선색
- 2NE1 (핫핑크)
- 윤하 (펄 라이트 핑크)
- 이수영
- 베이비복스 (펄 라이트 핑크)
- 타이미
- 소녀시대 (파스텔 로즈)
- G.NA
- 카라 (펄 피치)
- 케이팝 (펄 피치)
- MC몽 (펄 피치)
- 밀크
- NRG
- 뉴이스트 (형광 핑크)
- 파파야 (음악 그룹)
- 씨야 (펄 라이트 핑크)
- 씨스타 (펄 푸치샤)
- 천상지희 더 그레이스 (펄 핑크)
- 유키스 (펄 핑크)
- UN (푸치샤)
- 에이핑크
- AOA
- 러블리즈 (푸치샤)
- 김건모
- 타이푼 (핫핑크)
- 쿨
- 블랙핑크 (카네이션 핑크)

## 같이 보기
- 우라노스
- 크로노스
- 제우스